# 眞鍋淳一
眞鍋 淳一（まなべ じゅんいち）は、日本の音楽教育者、合唱指導者。東京都町田市立鶴川第二中学校合唱部顧問、大妻女子大学専任講師。妻は、町田市立鶴川第二小学校主任教諭の眞鍋なな子。

## 経歴
香川県出身。武蔵野音楽大学音楽学部声楽学科を卒業。
町田市立堺中学校、町田市立忠生中学校などを経て、2005年に東京都町田市立鶴川第二中学校へ赴任。
また、妻のなゝ子氏と共に、鶴川第二小学校合唱団と鶴川第二中学校合唱部に所属していたOB・OGによる合唱団「CoroTsuruDue」の指導も行っている。

## 業績
- 全日本合唱コンクール（中学校部門）において、1991年の第1回大会で町田市立堺中学校を率い金賞（全国1位）を受賞[3][4]。また、2017年に町田市立鶴川第二中学校を率い金賞（全国1位）を受賞[5][4]。
- NHK全国学校音楽コンクール（中学校の部）において、2014年、2015年、2017年に町田市立鶴川第二中学校を率い全国コンクール金賞（全国1位）を受賞[6]。
- TBSこども音楽コンクール（中学校・合唱部門）において、2012年度、2022年度に文部科学大臣賞（全国1位）を受賞[7][8]。また、2017年度に審査員特別賞（全国2位）を受賞[9]。
- 東京国際合唱コンクール において、2018年にユース部門にて金賞（世界5位）を受賞[10]。また、2019年に児童合唱部門にて金賞および最優秀課題曲演奏賞を受賞[11]。また、2022年に学校合唱部部門にて金賞（世界3位）を受賞[12]。
- 東京春のコーラスコンテスト（ユースの部）において、2019年度に Coro Tsuru Due を率い1位金賞および東京都合唱連盟理事長賞を受賞[13]。

## 著書
- 『授業のための合唱指導虎の巻』[14]

## メディア掲載
- 教育音楽 中学・高校版（2022年3月号）
  - 特集Ⅰ　［対談］今、見つけ出せる歌の可能性～卒業式の取り組みに向けて　眞鍋淳一・眞鍋なな子
- 教育音楽 中学・高校版（2023年5月号）
  - 特集Ⅰ　楽しむことで、子どもたちは変わる！　変わるきっかけをつかめる授業づくり　眞鍋淳一
- 教育音楽 中学・高校版（2023年6月号）※小学版にも掲載
  - 特集　[対談]　小学校×中学校　音楽授業で「音取り」をどう指導する？　眞鍋なな子　眞鍋淳一
- 教育音楽 中学・高校版（2024年9月号）
  - 特集　[座談会]「クラス合唱」という文化を築いた40年―『中学生の新しいクラス合唱曲集』『新・中学生のクラス合唱曲集』を巡って―　田中安茂・塚田真夫・眞鍋淳一・山田泰子
  - We Loveミュージック！　町田市立鶴川第二小学校・中学校合唱部OB・OG合唱団「CoroTsuruDue」＆眞鍋なな子・淳一先生